# Necromantia
Necromantia (spätlateinisch necromantia von griechisch νεκρομαντεία nekromanteía) war eine Black-Metal-Band aus Griechenland. Der Name steht für Totenbeschwörung, wird von der Band aber im ursprünglichen Wortsinn als Weissagung aus den Innereien von Toten (Hieroskopie) erklärt. Sie gehörte mit Rotting Christ und Varathron zu den bedeutendsten Vertretern des griechischen Black Metal.

## Bandgeschichte
Necromantia wurde im November 1989 von Magus Wampyr Daoloth und Baron Blood gegründet. Da sie beide Bassisten waren, hielten sie es für eine gute Idee, einen achtsaitigen Bass statt einer Rhythmusgitarre zu verwenden. Nach einer Demo- und einer Promoaufnahme erschien bei Black Power Records 1992 die Split-Veröffentlichung The Black Arts/The Everlasting Sins mit Varathron. Aufgrund der großen Nachfrage sorgte Daoloth dafür, dass sie mit einem anderen Cover und zusätzlichen Titeln 1994 bei Unisound als Black Arts Lead to Everlasting Sins wiederveröffentlicht wurde. Das Debütalbum Crossing the Fiery Path erschien 1993.
Das Lied Spiritforms of the Psychomancer, das erstmals 1995 auf der griechischen Metal-Hammer-Beilage Hammer Holocaust Vol I veröffentlicht wurde, erschien durch Daoloths Kontakte zur Post-Industrial- und Neofolk-Subkultur 1996 als einziges Lied einer Metal-Band auf der Kompilation The Pact: Flying in the Face… mit Musikern wie Eric Owens, Death in June, Fire + Ice und Blood Axis; im Jahr darauf erschien das Lied auch auf der Kompilation World Domination II und der limitierten Version der EP Ancient Pride.
Nach dem Album IV: Malice (2000) war die Band längere Zeit inaktiv. 2007 veröffentlichte sie das Album The Sound of Lucifer Storming Heaven, ab 2008 folgten neben anderen Tonträgern Split-Veröffentlichungen mit Acherontas, Necromancy und Rotting Christ.
2019 starb Baron Blood. Für 2020 wurde eine letzte EP als Tribut an den verstorbenen Musiker angekündigt, der die Auflösung Necromantias folgen sollte. Stattdessen erschien 2021 das letzte Album To the Depths We Descend in Erinnerung an Baron Blood.

## Musikstil und Ideologie
Im Gegensatz zu vielen anderen Metal-Bands verzichtet Necromantia auf Rhythmusgitarren und verwendet stattdessen zwei Bässe sowie vereinzelt metal-untypische Instrumente wie Saxophon und Perkussion. Bei einigen ihrer Titel handelt es sich um Vertonungen von Werken des Symbolismus wie Rémy de Gourmonts Oraisons mauvaises (Evil Prayers) und Émile Verhaerens La mort. Ideologisch steht die Band Anton Szandor LaVeys Form des Satanismus nahe.

## Diskografie
- 1990: Promo Tape (Promo)
- 1992: Vampyric Rituals (Demo)
- 1992: The Black Arts/The Everlasting Sins (Split mit Varathron; Black Power Records)
- 1993: Demo ’93 (Demo)
- 1993: Promo 1993 (Promo)
- 1993: Crossing the Fiery Path (Osmose Productions, Morbid Noizz Productions)
- 1994: Black Arts Lead to Everlasting Sins (Wiederveröffentlichung von The Black Arts/The Everlasting Sins mit zusätzlichen Titeln; Unisound Records, Hellion Records)
- 1995: From the Past We Summon Thee (EP; Dark Side Records, Spellbound Records)
- 1995: Scarlet Evil Witching Black (Osmose Productions, Morbid Noizz Productions)
- 1995: Spiritforms of the Psychomancer auf Hammer Holocaust Vol I (Beilage zum griechischen Metal Hammer; wiederveröffentlicht 1996 auf The Pact: Flying in the Face… und 1997 auf World Domination II)
- 1997: Ancient Pride (EP; Osmose Productions, SPV GmbH)
- 2000: IV: Malice (Black Lotus Records)
- 2001: Covering Evil (12 Years Doing the Devil’s Work) (Best of; Black Lotus Records)
- 2002: Cults of the Shadow (Wiederveröffentlichung der ersten beiden Alben; Osmose Productions, Fono Ltd.)
- 2005: Necromantia (Box-Set; Black Lotus Records)
- 2007: The Sound of Lucifer Storming Heaven (Dockyard 1)
- 2008: People of the Sea (Single; Dark Side Records)
- 2008: …For the Temple of the Serpent Skull… (Split mit Acherontas; Dark Side Records)
- 2009: De magia veterum (Wiederveröffentlichung von Promo Tape 1990 und The Black Arts; Dark Side Records)
- 2021: To the Depths We Descend... (CD out by THE CIRCLE MUSIC, LP out by HELL'S FIRE RECORDS, TAPE out by RABAUW RECORDS)

## Belege
1. 1 2 3  Biography – Necromantia. Archiviert vom Original am 9. September 2002; abgerufen am 8. Januar 2010 (englisch).
2. ↑  Arto Lehtinen: Metal-Rules.com Zine – Varathron – Stefan NecroAbyssious. 19. August 2006, archiviert vom Original (nicht mehr online verfügbar) am 26. Oktober 2011; abgerufen am 8. Januar 2010 (englisch).  Info: Der Archivlink wurde automatisch eingesetzt und noch nicht geprüft. Bitte prüfe Original- und Archivlink gemäß Anleitung und entferne dann diesen Hinweis.
3. 1 2  https://necromantiathemagus.bandcamp.com/album/to-the-depths-we-descend
4. 1 2  https://thegallery.gr/en/new-ep-from-necromantia-in-2020-as-tribute-to-baron-blood/